# Bobana Klikovac
Bobana Klikovac (n. 27 iunie 1995, în Cetinje) este o handbalistă muntenegreană care joacă pentru clubul românesc CSM Corona Brașov și echipa națională a Muntenegrului pe postul de pivot. În vara anului 2019, Klikovac s-a întors la SCM Craiova după ce în sezonul 2018-19 a evoluat pentru FTC-Rail Cargo Hungaria iar în 2020 s-a transferat la SCM Gloria Buzău. La sfârșitul sezonul 2020-2021, Klikovac a semnat cu SCM Râmnicu Vâlcea. În 2023, ea s-a transferat la Corona Brașov.

## Palmares
- Liga Campionilor:
  - Sfertfinalistă: 2019

- Cupa Cupelor:
  - Turul 2: 2015

- Liga Europeană:
  - Turul 3: 2021

- Cupa EHF:
  -  Câștigătoare: 2018
  - Grupe: 2017
  - Turul 2: 2012, 2017, 2020

- Cupa Challenge:
  - Turul 2: 2014

- Liga Națională:
  -  Medalie de argint: 2018

- Campionatul Ungariei:
  -  Medalie de argint: 2019

- Cupa Ungariei:
  -  Finalistă: 2019

- Cupa României:
  -  Medalie de bronz: 2020

- Supercupa României:
  -  Finalistă: 2017